# Pliensauvorstadt
Pliensauvorstadt ist ein Stadtteil von Esslingen am Neckar. Er liegt etwas isoliert im Süden der Stadt auf der anderen Seite, dem linken Ufer des Neckar. Von der Innenstadt führen für Fußgänger und Radfahrer die Pliensaubrücke und für Fahrzeuge die Vogelsangbrücke in die Pliensauvorstadt.

## Geschichte

### Die historische Pliensauvorstadt
Als Pliensauvorstadt galt ursprünglich der Bereich südlich des heutigen Wehrneckars, welcher im 13. Jahrhundert als Erweiterung der Stauferstadt trockengelegt, bebaut und schließlich durch eine Erweiterung der Stadtmauer in die Stadt einbezogen wurde. Von der Altstadt aus war die Pliensauvorstadt über die nach 1286 neu aus Stein erbaute Innere Brücke zugänglich. Gleichzeitig wurde bis 1296 als Verlängerung der Inneren Brücke eine weitere Brücke, die Äußere- oder Pliensaubrücke errichtet und der Hauptstrom des Neckars, welcher zuvor durch den heutigen Wehr- und Roßneckar führte, unter diese Brücke verlegt. An diese historische Pliensauvorstadt erinnert heute noch die Pliensaustraße, kurz Pliensau. Der Name 'Pliensau' geht auf einen alamannischen Anführer namens Pleono zurück.

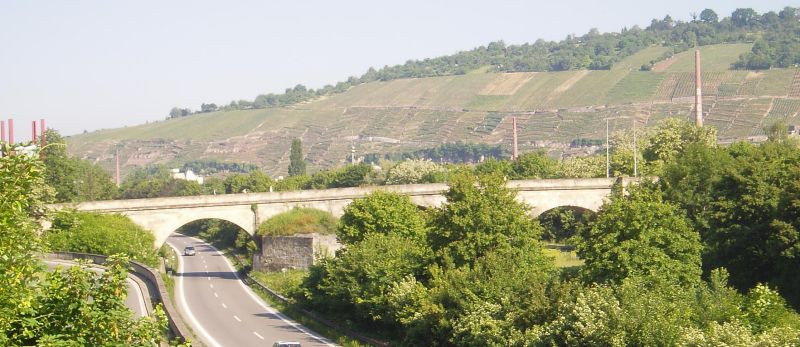
Pliensaubrücke über B 10

Die Pliensaubrücke wurde zwischen 1286 und 1296 erbaut und mit drei Türmen in die Befestigung der historischen Pliensauvorstadt integriert. Sie zählt zu den ältesten erhaltenen Bogenbrücken nördlich der Alpen. Ihr mittlerer Turm wurde 1819, der äußere 1837 abgebrochen. Im Zuge der Kanalisierung des Neckars in den siebziger Jahren des 20. Jahrhunderts wurde ein Teil der Brücke abgerissen und durch eine Stahlkonstruktion ersetzt.
Mit dem Bau der Pliensaubrücke wurde die Straße zwischen Esslingen und Bad Cannstatt auf das linke Neckarufer verlegt, wodurch die Pliensaubrücke im Mittelalter eine strategisch wichtige Bedeutung erhielt: Wer über den Zugang zum innerschwäbischen Raum herrschen wollte, musste die Pliensaubrücke und Esslingen besitzen. Denn diese Brücke lag nunmehr am Weg der Fernhändler auf dem Weg zwischen den großen Wirtschaftszentren von Flandern und Oberitalien.

### Die moderne Pliensauvorstadt
An der Stelle der modernen Pliensauvorstadt lag zur Zeit der Reichsstadt Esslingen der Richtplatz.
Ab 1865 wurde dort ein Industriegebiet angelegt, um das sich zunächst die Villen der Fabrikanten gruppierten. Um 1900 war die Pliensauvorstadt eine bevorzugte Wohngegend von vermögenden Familien, wie man dies noch heute z. B. an der denkmalgeschützten Villenkolonie in der Berkheimer Straße sehen kann. Es folgten Arbeiterwohnungen und, nach dem Zweiten Weltkrieg, Wohnungen für Vertriebene. Nach dem Wegzug der meisten größeren Industriebetriebe entstand in der Pliensauvorstadt ein Mischgebiet aus Wohnungen und kleineren Unternehmen. Ab 1926 wurde der Stadtteil zudem von der Straßenbahn Esslingen–Nellingen–Denkendorf durchfahren.
Durch den Ausbau der Bundesstraße 10 wurde der direkte Zugang des Stadtteils zum Neckar abgeschnitten. Inzwischen ist er aufgrund umfassender Sanierungen und vieler Neubauten jedoch wieder ein attraktiveres innenstadtnahes Wohnquartier geworden.
Nachdem Fußgänger über zwei Jahre die Stadt nur auf Umwegen erreichen konnten besteht seit Oktober 2007 durch einen neuen Brückenschlag über die Filstalbahn wieder eine direkte Verbindung zwischen der Pliensauvorstadt und der Esslinger Innenstadt. Dazu wurde in der Nacht vom 21. auf den 22. Juli eine neue Fußgängerbrücke gelegt.

### Das Berberdorf

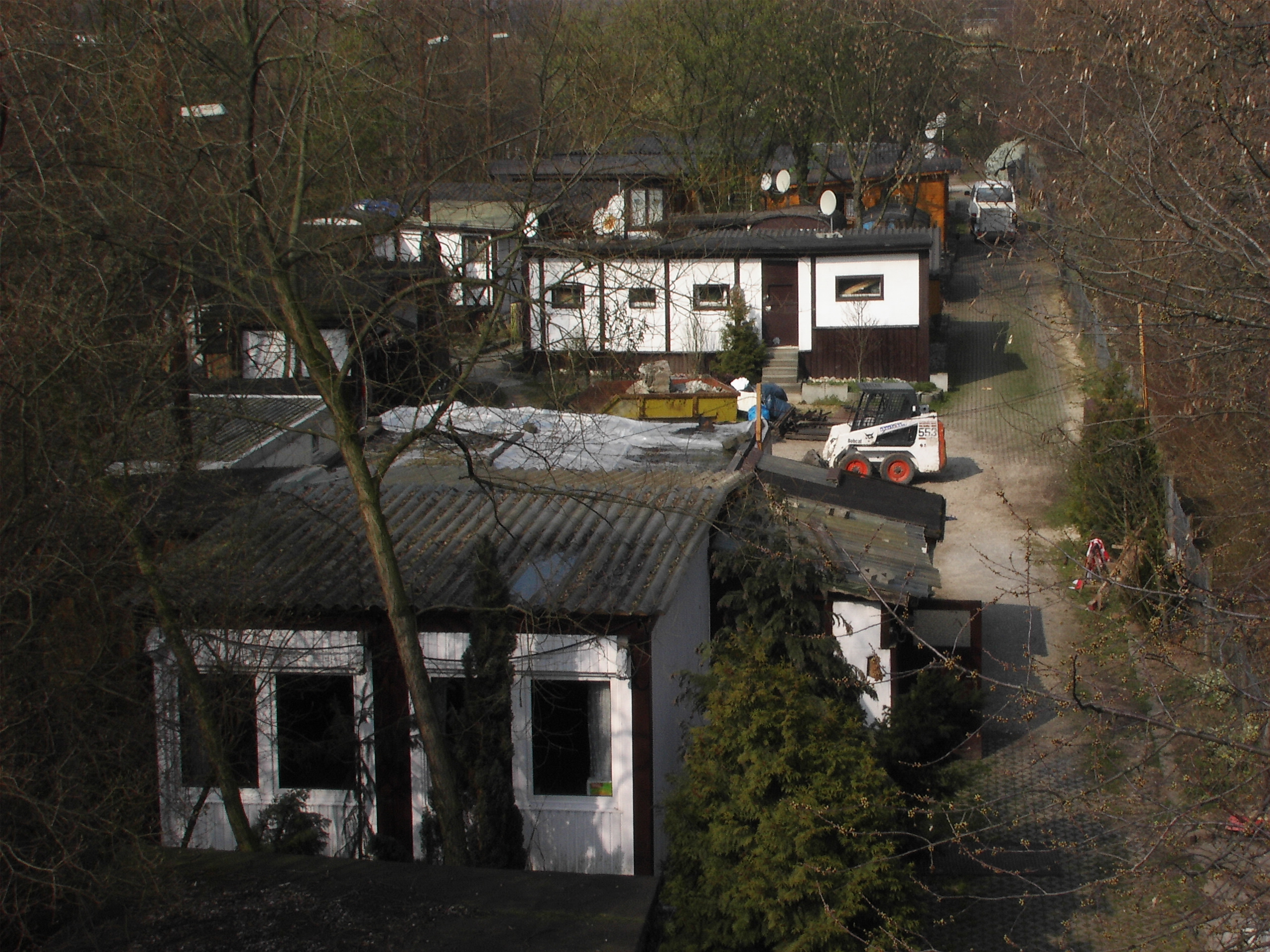
Berber-Dorf Pliensauwasen

Seit Mitte der 1980er Jahre dient eine kleine Grünfläche zwischen Neckar und der stark frequentierten B 10 als ein von der Stadt Esslingen geduldetes Wohnquartier für Berber. Der Zugang ist lediglich von der Vogelsangbrücke möglich. Zunächst errichtete ein Berber auf einer kleinen Fläche westlich der Pliensaubrücke ein Zelt und überspannte dieses im Winter mit Planen. Im folgenden Frühjahr errichtete er an gleicher Stelle ein größeres Zelt mit einer kleinen blumengeschmückten Veranda, die er wiederum mit mehreren Planen vor Niederschlag schützte. In der Folgezeit konnten weitere Obdachlose die Fläche östlich der Pliensaubrücke erschließen. Die Stadt stellte den Berbern darauf in den Wintermonaten Bauwagen zur Verfügung. In den Sommermonaten wurden die Bauwagen von der Stadt abgebaut und die Berber mussten wieder ihre Zelte aufschlagen. Mit einem bundesweit einmaligen Projekt wurde der Versuch unternommen, auf die Wohnungsnot und Obdachlosigkeit aufmerksam zu machen: Die Berber zimmerten einen elf Meter langen und sechs Meter breiten Katamaran und platzierten auf diesem statt einer Kajüte einen 4,50 Meter hohen roten Rucksack. Dieser wurde auf der Flussseite gegenüber im Park der Villa Merkel als Mahnmal aufgestellt und eine Fahrt zur ehemaligen Bundeshauptstadt geplant. Die Fahrt über Neckar und Rhein nach Bonn konnte trotz Finanzierungsschwierigkeiten 1991 im Rahmen der Aktionskunst des Esslinger Vereins Kultur am Rande von den Berbern erfolgreich unternommen werden. Der Katamaran wurde danach eine Zeitlang unter der Pliensaubrücke geschützt aufgedockt, dann aber doch von den Obdachlosen weiterverwertet, so dass zwischenzeitlich nur noch Wrackstücke übriggeblieben sind. Anstelle der ursprünglich mobilen Bauwagen und Zelte konnten die Berber ganzjährig nutzbare Baracken errichten.

## Politik
Der Ansprechpartner für die Belange des Stadtteils für die Stadtverwaltung und den Gemeinderat von Esslingen ist der Bürgerausschuss Pliensauvorstadt. Auf der Stadtteilebene gestaltet der Bürgerausschuss das kommunale Leben mit. Er ist Mitglied der Arbeitsgemeinschaft der Bürgerausschüsse, diese besteht zum Erfahrungsaustausch und zur Koordination der einzelnen Bürgerausschüsse der Stadt.
Grundlage für die Arbeitsweise und den Aufbau des Bürgerausschusses und der Arbeitsgemeinschaft ist der von der Arbeitsgemeinschaft am 21. Februar 1991 beschlossene Status.
Als Grundlage für die Zusammenarbeit zwischen dem Bürgerausschuss, dem Gemeinderat und der Verwaltung wurde eine Vereinbarung getroffen. Diese wurde von der Arbeitsgemeinschaft am 17. Juli 1990 gebilligt und vom Gemeinderat am 10. Dezember 1990 genehmigt. Im Juni 2000 wurde sowohl der Status als auch die Vereinbarung redaktionell überarbeitet.
In einer öffentlichen Bürgerversammlung, die die Stadt Esslingen durchführt, wird der Bürgerausschuss für 3 Jahre gewählt.

## Schulen
- Pliensauschule (Grundschule)
- Neue Schule Esslingen (Realschule)
- Freie Waldorfschule Esslingen

## Sehenswürdigkeiten
- Die ehemalige Lederfabrik Roser (erbaut 1875)
- Die Pliensauschule (erbaut 1913)
- Die evangelische Südkirche (erbaut 1925/26)
- Die katholische Kirche Sankt Elisabeth (erbaut 1964 bis 1966)
- Die zehn Villen in der Berkheimer Straße (erbaut 1904 bis 1910)

Siehe auch: Ehnisgasse

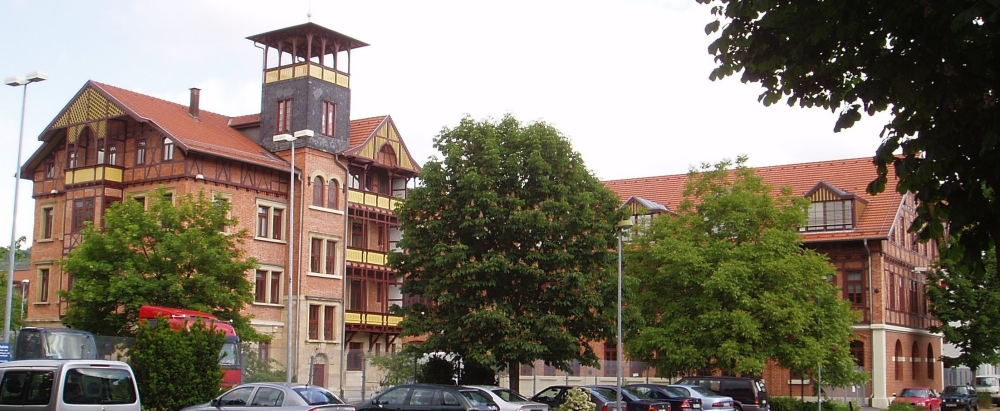
Frühere Lederwarenfabrik Roser
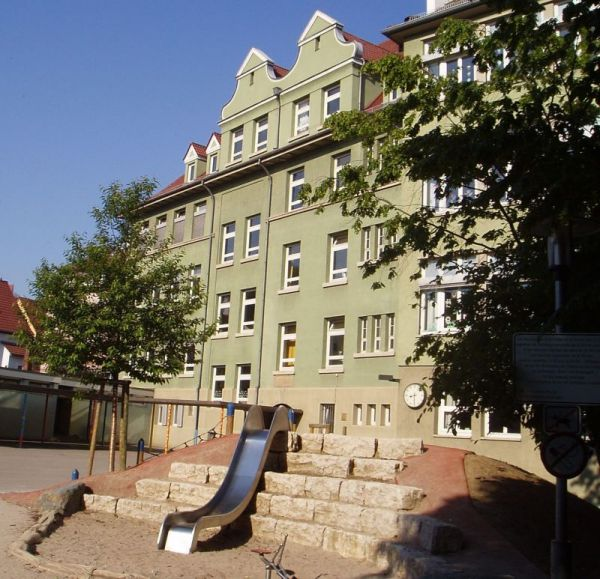
Pliensauschule
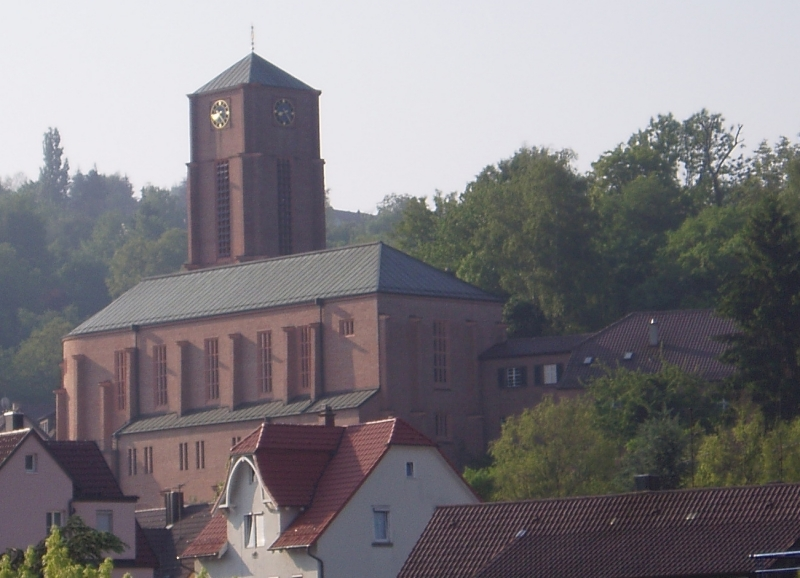
Südkirche
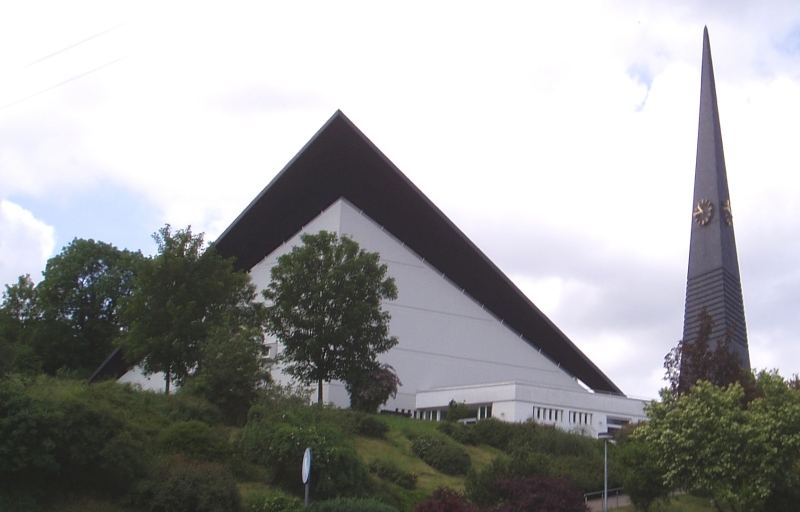
Kirche St. Elisabeth
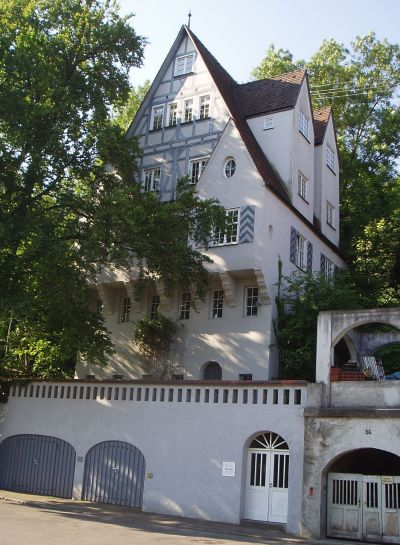
Villa in der Berkheimer Straße
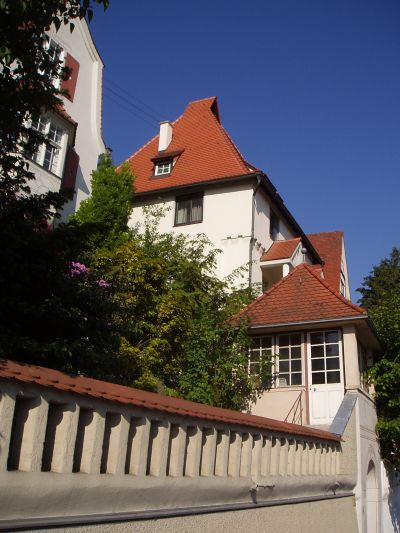
Villa in der Berkheimer Straße